# Rebekka Haase
Rebekka Haase (Zschopau, 2 gennaio 1993) è una velocista tedesca.

## Biografia
Allenata da Jörg Möckel, nel 2014 partecipò ai campionati europei di atletica leggera di Zurigo, finendo eliminata alle semifinali dei 100 metri piani e della staffetta 4×100 metri corsa con Josefina Elsler, Tatjana Pinto e Verena Sailer.
Nel 2015 è arrivata in semifinale nella gara dei 60 metri piani ai campionati europei di atletica leggera indoor a Praga; si è classificata terza nella staffetta 4×200 metri alle IAAF World Relays a Nassau, Bahamas. Lo stesso anno ha preso parte anche ai campionati europei under 23 di atletica leggera che si sono svolti a Tallinn, Estonia, conquistando tre medaglie d'oro nei 100 e 200 metri piani e nella staffetta 4×100 metri: è stata l'atleta più medagliata di questa edizione dei campionati.

## Palmarès
| Anno | Manifestazione      | Sede           | Evento      | Risultato  | Prestazione | Note                                     |
| ---- | ------------------- | -------------- | ----------- | ---------- | ----------- | ---------------------------------------- |
| 2010 | Olimpiadi giovanili | Singapore      | 100 m piani | 8ª         | 12"08       |                                          |
| 2013 | Europei U23         | Tampere        | 100 m piani | Semifinale | 11"98       |                                          |
| 2014 | Europei             | Zurigo         | 100 m piani | Semifinale | 11"52       | [ 1 ]                                    |
| 2014 | Europei             | Zurigo         | 4×100 m     | Batteria   | dnf         |                                          |
| 2015 | Europei indoor      | Praga          | 60 m piani  | Semifinale | 7"25        |                                          |
| 2015 | World Relays        | Nassau         | 4×200 m     | Bronzo     | 1'33"61     | Miglior prestazione personale stagionale |
| 2015 | Europei U23         | Tallinn        | 100 m piani | Oro        | 11"47       |                                          |
| 2015 | Europei U23         | Tallinn        | 200 m piani | Oro        | 23"16       |                                          |
| 2015 | Europei U23         | Tallinn        | 4×100 m     | Oro        | 43"47       |                                          |
| 2015 | Mondiali            | Pechino        | 100 m piani | Batteria   | 11"29       |                                          |
| 2015 | Mondiali            | Pechino        | 4×100 m     | 5ª         | 42"64       | Miglior prestazione personale stagionale |
| 2016 | Europei             | Amsterdam      | 100 m piani | Semifinale | 11"46       |                                          |
| 2016 | Europei             | Amsterdam      | 4×100 m     | Bronzo     | 42"48       |                                          |
| 2016 | Giochi olimpici     | Rio de Janeiro | 100 m piani | Batteria   | 11"47       |                                          |
| 2016 | Giochi olimpici     | Rio de Janeiro | 4×100 m     | 4ª         | 42"10       |                                          |
| 2017 | Europei indoor      | Belgrado       | 60 m piani  | 8ª         | 7"21        |                                          |
| 2017 | World Relays        | Nassau         | 4×100 m     | Oro        | 42"84       | Miglior prestazione mondiale stagionale  |
| 2017 | World Relays        | Nassau         | 4×200 m     | Argento    | 1'30"68     | Miglior prestazione personale stagionale |
| 2017 | Mondiali            | Londra         | 200 m piani | Semifinale | 23"03       |                                          |
| 2017 | Mondiali            | Londra         | 4×100 m     | 4ª         | 42"36       |                                          |
| 2018 | Europei             | Berlino        | 200 m piani | Semifinale | 23"42       |                                          |
| 2018 | Europei             | Berlino        | 4×100 m     | Bronzo     | 42"23       | Miglior prestazione personale stagionale |
| 2019 | Europei indoor      | Glasgow        | 60 m piani  | Semifinale | 7"37        |                                          |
| 2019 | World Relays        | Yokohama       | 4×100 m     | Bronzo     | 43"68       |                                          |
| 2021 | Giochi olimpici     | Tokyo          | 4×100 m     | 5ª         | 42"12       |                                          |
| 2022 | Mondiali            | Eugene         | 4×100 m     | Bronzo     | 42"03       | Miglior prestazione personale stagionale |
| 2022 | Europei             | Monaco         | 100 m piani | Semifinale | 11"52       |                                          |
| 2022 | Europei             | Monaco         | 4×100 m     | Oro        | 42"34       |                                          |
| 2023 | Mondiali            | Budapest       | 100 m piani | Batteria   | 11"43       |                                          |
| 2023 | Mondiali            | Budapest       | 4x100 m     | 6ª         | 42"98       |                                          |
| 2024 | World Relays        | Nassau         | 4x100 m     | 4ª         | 42"93       |                                          |
| 2024 | Europei             | Roma           | 100 m piani | Semifinale | 11"35       |                                          |
| 2024 | Europei             | Roma           | 4x100 m     | 4ª         | 42"61       |                                          |
| 2024 | Giochi olimpici     | Parigi         | 100 m piani | Batteria   | 11"28       |                                          |
| 2024 | Giochi olimpici     | Parigi         | 4x100 m     | Bronzo     | 41"97       |                                          |
| 2025 | World Relays        | Guangzhou      | 4x100 m     | Finale     | dnf         |                                          |

## Campionati nazionali
- 1 volta campionessa tedesca assoluta nei 200 m piani (2014)
- 2 volte campionessa tedesca assoluta nei 200 m piani indoor (2014, 2015)

2013
- Bronzo ai campionati tedeschi promesse, 100 m piani
- Argento ai campionati tedeschi promesse, 200 m piani

2014
- Oro ai campionati tedeschi assoluti indoor, 200 m piani
- Bronzo ai campionati tedeschi assoluti, 100 m piani
- Oro ai campionati tedeschi assoluti, 200 m piani
- Argento ai campionati tedeschi promesse, 100 m piani

2015
- Bronzo ai campionati tedeschi assoluti indoor, 60 m piani
- Oro ai campionati tedeschi assoluti indoor, 200 m piani

## Altre competizioni internazionali
2014
- Campionati europei a squadre di atletica leggera ( Braunschweig)

2017
- Campionati europei a squadre di atletica leggera ( Villeneuve-d'Ascq)